# Perriers-sur-Andelle
 Perriers-sur-Andelle  là một xã thuộc tỉnh Eure trong vùng Normandie miền bắc nước Pháp.